# Cam Ward (football américain)
Pour les articles homonymes, voir Ward.
(en) Statistiques sur pro-football-reference
Cam Ward, né le 25 mai 2002, est un sportif professionnel américain de football américain jouant au poste de quarterback dans la National Football League (NFL) pour la franchise des Titans du Tennessee depuis la saison 2025.
Ward a joué au football américain universitaire pour les Cardinals d'Incarnate Word (en) dans la NCAA Division I FCS de 2020 à 2021. Il intègre la NCAA Division I FBS et joue entre 2022 et 2023 pour les Cougars de Washington State et en 2024 pour les Hurricanes de Miami. Il se voit décerner le Jerry Rice Award 2020 avec Incarnate Word ainsi que le Davey O'Brien Award et le Manning Award avec Miami.
Choisi par les Titans du Tennessee, Ward est le premier joueur sélectionné de la draft 2025.

## Biographie

### Jeunesse
Ward est né le 25 mai 2002 à West Columbia au Texas. Son père, Calvin Ward, jouait au football américain et sa mère, Patrice Ward, a été entraineur de basket-ball au niveau lycéen pendant près de 25 ans. Ward a trois frères et sœurs.
Ward a étudié au Columbia High School où il pratiquait le basket-ball et le football américain. Au cours de sa troisième année, il réussit 72 des 124 passes tentées pour un gain de 1 070 yards tout en inscrivant sept touchdowns pour son lycée. En tant que senior, Ward n'a réussi en moyenne que 12 tentatives de passe par match en raison de l'implémentation de l'attaque Wing T de Columbia. Il s'engage ensuite à jouer pour l'université du Verbe incarné à San Antonio, seule université lui ayant proposé une bourse,.

### Carrière universitaire

#### Incarnate Word (2020-2021)
Ward commence sa carrière universitaire à Incarnate Word (université du Verbe incarné). Il est désigne quarterback titulaire des Cardinals dès sa première saison, laquelle se déroula au printemps après avoir été reportée à la suite de la pandémie de Covid-19. En six matchs, il gagne un total de 2 260 yards et inscrit 24 touchdowns dont deux à la course (record de la saison en FBS) contre quatre interceptions. Il remporte le prix Jerry Rice du meilleur joueur freshman de la FCS La saison suivante, Ward gagne un total de 4 648 yards à la passe, inscrivant 47 touchdowns malgré 10 interceptions. Il est désigné meilleur joueur offensif de l'année de la Southland Conference. Après la fin de la saison, Ward annonce son intention de rejoindre le portail de transfert de la NCAA.

#### Cougars de Washington State (2022-2023)
Ward annonce son engagement à être transféré à Washington State le 10 janvier 2022. Il s'y inscrit pour le deuxième semestre de sa deuxième année et est désigné quarterback titulaire pour la saison 2022 lors des entraînements de printemps des Cougars. Ward réussit 64,4 % de ses passes pour un gain cumulé de 3 231 yards, 23 touchdowns à la passe, cinq à la course et neuf interceptions.
Ward entre dans le portail des transferts le 1er décembre 2023.
Il obtient son diplôme de l'université en décembre 2023.

#### Hurricanes de Miami (2024)
Bien qu'il se soit initialement déclaré pour la draft 2024 de la NFL après sa saison universitaire 2023, Ward décide ensuite d'utiliser sa dernière année d'éligibilité universitaire pour être transféré aux Hurricanes de Miami. Cette décision est influencée par la possibilité d'améliorer sa valeur à la draft et de profiter des règles du « NIL » du sport universitaire américain. Ward annonce son engagement à être transféré à Miami le 13 janvier 2024. Ward permet aux Hurricanes de Miami de terminer avec 10 victoires pour 2 défaites mais la défaite en dernière semaine contre les Orange de Syracuse (38-42) les prive de la finale de conférence ACC. Miami termine 13e au classement final du College Football Playoff et n'est pas qualifiée pour les playoffs 2024. Ward est désigné meilleur joueur de la saison de l'ACC, remporte le Davey O'Brien Award et le Manning Award désignant le meilleur quarterback universitaire de la saison et termine quatrième au Trophée Heisman.
Les Hurricanes affrontent les Cyclones d'Iowa State à l'occasion du Pop-Tarts Bowl 2024. Ne jouant que la première mi-temps, Ward inscrit trois touchdowns à la passe, totalisant un record de 158 touchdowns lors de sa carrière universitaire (71 en FCS et 87 en FBS). Miami est dominé par les Cyclones d'Iowa State en deuxième mi-temps et s'incline finalement 41 à 42. La décision de Ward a été critiquée par certains commentateurs et supporters, qui estimaient qu'il aurait dû jouer l'entièreté du match.

### Carrière professionnelle

#### Draft
Le 24 avril 2025, Cam Ward est sélectionné en premier choix global lors de la draft 2025 de la NFL par la franchise des Titans du Tennessee.

## Statistiques
| Année       | Équipe                          | Statut      | MJ |         | Passes   | Passes | Passes | Passes | Passes | Passes | Passes  |       | Courses | Courses | Courses | Courses |
| Année       | Équipe                          | Statut      | MJ | Tentées | Réussies | Pct.   | Yards  | TD     | Int.   | Éval.  | Tentées | Yards | Moy.    | TD      |         |         |
| 2020        | Cardinals d'Incarnate Word (en) | Fr.         | 06 | 303     | 183      | 60,4   | 2 260  | 24     | 04     | 146,5  | 038     | 02    | 0,1     | 02      |         |         |
| 2021        | Cardinals d'Incarnate Word      | Fr.         | 13 | 590     | 384      | 65,1   | 4 648  | 47     | 10     | 154,2  | 074     | 065   | 0,9     | 01      |         |         |
| 2022        | Cougars de Washington State     | So.         | 13 | 497     | 320      | 64,4   | 3 231  | 23     | 09     | 130,6  | 107     | 058   | 0,5     | 05      |         |         |
| 2023        | Cougars de Washington State     | Jr.         | 12 | 485     | 325      | 66,6   | 3 735  | 25     | 07     | 145,4  | 120     | 144   | 1,2     | 08      |         |         |
| 2024        | Hurricanes de Miami             | Sr.         | 13 | 454     | 305      | 67,2   | 4 313  | 39     | 07     | 172,2  | 060     | 204   | 3,4     | 04      |         |         |
| Totaux NCAA | Totaux NCAA                     | Totaux NCAA | 57 | 2 329   | 1 515    | 65,0   | 18 137 | 158    | 37     | 149,9  | 402     | 469   | 1,2     | 20      |         |         |

## Palmarès

### Universitaire
- Vainqueur du Jerry Rice Award 2020 (Incarnate Word)
- Vainqueur du Manning Award 2024 (Miami)
- Vainqueur du Davey O'Brien Award 2024 (Miami)